# Inka Martí
 (février 2018).
Si vous disposez d'ouvrages ou d'articles de référence ou si vous connaissez des sites web de qualité traitant du thème abordé ici, merci de compléter l'article en donnant les références utiles à sa vérifiabilité et en les liant à la section « Notes et références ».
Inka Martí Kiemann, comtesse consort de Siruela, née le 6 janvier 1964 à Beckum (Allemagne), est une journaliste, éditrice, écrivaine et photographe espagnole.

## Biographie
Inka Martí étudie la philologie hispanique à l'Université centrale de Barcelone. À l'âge de 17 ans, elle travaille comme mannequin et apparaît dans de nombreuses campagnes publicitaires. En tant que mannequin, elle travaille au Japon, Grèce, Angleterre, Autriche et Allemagne.
En 1986, à l'âge de 22 ans, elle débute à la télévision dans l'émission culturelle de TVE, Hablando claro.
Elle est speakerine lors des cérémonies d'ouverture et de clôture des Jeux olympiques d'été de 1992 à Barcelone.
En novembre 1992, elle travaille dans l'émission de TVE, El informe del día, dirigée par José Antonio Martínez Soler.
En 1998, elle tourne pour la BBC un documentaire en cinq épisodes, Spain, Inside Out, qui est diffusé dans tous les pays anglophones du monde.
En 1999, elle présente l'émission OK! sur la chaîne autonomique catalane TV3.
En 2005, Inka Martí fonde avec son mari Jacobo Siruela les Ediciones Atalanta.
En 2011, elle publie son premier livre, Cuaderno de noche, anthologie de 65 rêves sélectionnés à partir des plus de mille rêves qu'elle a consignés depuis l'an 2000. En même temps, sous format numérique, elle publie Espacios oníricos, complément photographique de son livre.
Elle expose son travail photographique à Madrid, Séville, Barcelone et Paris en 2013, 2014 et 2015.
En avril 2016, elle écrit un article sur la beauté pour le magazine de mode Fashion and Arts.
En avril 2017, elle participe au livre collectif No madres qui recueille des récits de femmes qui ne veulent pas ou ne peuvent pas être mères (génération NoMo, No Mother).
En janvier 2018, elle fait partie de La generación del 87. Orígenes y destinos. 1987-2017, exposition de portraits de grands photographes.

## Publications
- Cuaderno de noche, Ediciones Atalanta, 2011.  (ISBN 978-84-938466-1-9).
- Espacios oníricos, format digital, Ediciones Atalanta.
- El tresor de Nova York, 2007.  (ISBN 9788439372998).
- Otto, Barcanova, 1999.  (ISBN 9788448907013).